# Aalborg Universitetshospital
Aalborg Universitetshospital (tidligere Aalborg Sygehus, Århus Universitetshospital) er det største hospital/sygehus i Nordjylland.
Aalborg Universitetshospital omfatter matriklerne Syd og Nord i Aalborg, matriklerne Farsø, Hobro og Thisted - samt en række satellitmatrikler i Aalborg på Havrevangen, Vesterbro, Kastetvej, Fåborgvej og Nybrovej. Desuden er Øre-Næse-Hals-afdelingen og Øjenafdelingen i Hjørring, dialyseafsnittet i Hjørring og de ortopædkirurgiske afdelinger eller klinikker i Hjørring og Frederikshavn en del af Aalborg Universitetshospital.
Sygehuset beskæftiger ca. 6.500 ansatte og er således en af de største arbejdspladser i det nordjyske område. Målt på antallet af senge er sygehuset med sine 929 også blandt landets største; dog overgået af både Aarhus Universitetshospital, som det har været del af, samt Odense Universitetshospital og Rigshospitalet.
Aalborg Universitetshospital varetager højtspecialiserede landsdelsfunktioner for ca. 640.000 indbyggere, inklusiv dele af Region Midtjylland, regionsfunktioner for ca. 490.000 indbyggere samt basissygehusfunktioner – bortset fra udvalgte elektive indgreb - for ca. 250.000 indbyggere.
Sygehusapoteket Region Nordjylland, som er beliggende på Porsvej i Aalborg SV er det sygehusapotek, som leverer medicin og andre farmaceutiske ydelser til hospitalet.

## Historien
De tidligste kim til dét, vi i dag kender som Aalborg Universitetshospital, finder man i folketællingerne fra 1787 og 1801, hvor byens første infirmeri blev skabt.
”Regimentets Sygehuus” lå oprindeligt i Skolegade med 15 sengepladser til regimentets soldater, men i 1804 flyttede man infirmeriet ned i Søndergade og fordoblede derved kapaciteten.
Oven på det gamle infirmeri byggede man i 1817 Aalborgs første civile sygehus, der blev fælles for både Aalborg- og Hjørring Amt. I to bygninger havde man 30 sengepladser og en embedsbolig til økonomaen, der udover at tage vare på indkøb også fungerede som portør, rengøringsassistent og lægens hjælpende hånd.
Byen voksede og behovet for sengepladser fulgte med. Selvom Hjørring Amt trak sig fra det mellemamtslige sygehussamarbejde i 1850, blev sygehuset udvidet fra 30 til 50 sengepladser.
I samme periode fik Aalborg Amts og Bys Sygehus en konkurrent, da fattighuset i Skolegade indrettede 30 sengepladser. Her kunne både fattiglemmerne og byens dårligst stillede borgere blive behandlet – stadig mod betaling.
Prisen for at blive indlagt og behandlet på Fattighuset var dog kun cirka det halve af, hvad det kostede på Aalborg Amts og Bys Sygehus, og det fik gradvist patienterne til at forsvinde. Fattighuset var fuldt belagt, mens byens sygehus kun brugte halvdelen af deres senge.
Samtidig mente kritiske røster, at Aalborg Amts og Bys Sygehus var direkte sundhedsskadeligt og burde rives ned. Men først i 1881 flyttede sygehuset ud i helt nye og moderne bygninger i Urbansgade. De moderne faciliteter tiltrak atter patienterne, der gerne ville betale ekstra for en bedre behandling.
I 1890-91 ekspanderede sygehuset igen, denne gang med et epidemisygehus med 42 sengepladser. Men trods denne og andre små udvidelser var der stadig ikke plads nok. Offentligheden pressede voldsomt på, og man besluttede at udvide sygehuset mere radikalt.
Økonomiske uoverensstemmelser gjorde, at sygehusfællesskabet mellem amt og by blev opløst.
Parterne kunne ganske enkelt ikke blive enige om at dele udgifterne til Aalborg Amts og Bys Sygehus, og derfor valgte man at bygge hver sit sygehus i stedet: I 1911 var Amtssygehuset på Hobrovej klar til brug, og tre år senere stod Kommunehospitalet i Urbansgade også færdigt.
Balancen mellem antallet af patienter, udgifter og lægespecialer holdt indtil slutningen af 2. Verdenskrig – så løb økonomien løbsk! Dyr medicin, mangel på materialer, stigende lønninger og eksplosiv udvikling af lægespecialerne gjorde det ganske enkelt for dyrt at drive to højt specialiserede sygehuse uafhængigt af hinanden, og derfor begyndte man igen at tænke på sammenlægning eller i det mindste et samarbejde mellem Amtssygehuset og Kommunehospitalet.
Og viljen var der – man gik endda så langt som til at overveje en underjordisk tunnel for at forbinde de to hospitaler – men i sidste ende brød forhandlingerne sammen, da økonomien og nu også placeringen af et nyt fælles sygehus drillede. Så endnu engang skiltes parterne og påbegyndte store udvidelser på hver sit sygehus.
Ved kommunalreformen i 1970 blev sygehusvæsenet lagt ind under amterne, og det fik endeligt byens dengang to hospitaler til at smelte sammen.
Kommunehospitalet og Amtssygehuset blev samlet og genfødt under betegnelsen Aalborg Sygehus, der nu bestod af afsnit syd på Hobrovej (det tidligere amtssygehus) og afsnit nord i Urbansgade (det tidligere kommunehospital).
Den gamle bryggeribygning Urban på Hobrovej, huser sygehusets administration og direktion.
Derudover har Aalborg Sygehus nu Arbejdsmedicinsk Klinik og Audiologisk afdeling på Havrevangen og det Palliative team/Hospice på Kastetvej.
De seneste godt 10 år har Aalborg Universitetshospital udvidet de eksisterende områder med nyt kapel, radiumstation og onkologisk sengebygning, Medicinerhuset, der stod færdigt i 2005.
I marts 2014 blev Sygehus Himmerland med matrikler i Farsø og Hobro lagt ind under Aalborg Universitetshospital.
Et Nyt Aalborg Universitetshospital (NAU) bygges til en pris på 7 mia. kr. Heraf udgør redundant strømtilslutning 50 mio. kr.

## Universitetshospitalsfunktion
Hospitalet, der siden 2007 er blevet drevet af Region Nordjylland, havde siden 2003 været en del af Aarhus Universitetshospital, men pr. den 1. januar 2013 gik Region Nordjylland i samarbejde med Aalborg Universitet, og derfor fik hospitalet navnet "Aalborg Universitetshospital".
- Efter sammenlægningen skiftede Aalborg Psykiatriske Sygehus navn til ”Aalborg Universitetshospital – Psykiatrien”
- Klinisk Institut blev etableret som et nyt institut under Det Sundhedsvidenskabelige Fakultet på Aalborg Universitet
- Klinisk Institut fik fysisk til huse på Aalborg Universitetshospital
- Lederen af Klinisk Institut er også forskningschef i regionen og på universitetshospitalet
- De første læger vil være færdiguddannet fra Aalborg Universitet og Aalborg Universitetshospital i sommeren 2016.

Aalborg Universitetshospital forestår præ- og postgraduat uddannelse samt forskning på internationalt niveau. Medarbejdere ved Aalborg Universitetshospital publicerer omkring 500 videnskabelige artikler årligt og deltager i projekter og netværk finansieret af nationale og internationale fonde, herunder EU's 7. rammeprogram.

## Patientstatistik
I 2012 havde Aalborg Universitetshospital:
- 559.055 ambulante besøg
- 74.464 udskrevne patienter, der til sammen brugte 242.151 sengedage
- 59.183 operationer[5]